# Île Sarichef
Pour les articles homonymes, voir Sarytchev.
L'île Sarichef, en anglais Sarichef Island, est une île des États-Unis située dans l'ouest de l'Alaska. Elle constitue une partie du cordon littoral qui sépare la baie de Sarichef à l'est de la mer des Tchouktches à l'ouest. Elle mesure sept kilomètres de longueur et son point le plus élevé est à six mètres d'altitude. Son seul village, Shishmaref, ainsi que son aéroport occupent la quasi-totalité de sa superficie. En hiver, la banquise entoure complètement l'île, permettant aux habitants de se rendre sur le continent en traîneau ou en motoneige, notamment via trois pistes qui partent vers le sud, vers le sud-est et vers le sud-ouest.
Le réchauffement climatique serait une des causes de la forte érosion du littoral occidental de l'île qui a mené à la destruction de plusieurs maisons par la mer, conduisant à terme les habitants de l'île à déménager sur le continent et voir peut-être l'île disparaitre. La fonte du pergélisol, fragilisant ainsi les terrains de l'île, l'aggravation de la violence des tempêtes, l'élévation du niveau de la mer et la plus faible durée de présence de la banquise expliqueraient ce recul du littoral.
L'île tient son nom du navigateur de la marine impériale de Russie Otto von Kotzebue qui l'a nommée en 1816 en l'honneur du vice-amiral russe Gavriil Sarytchev.

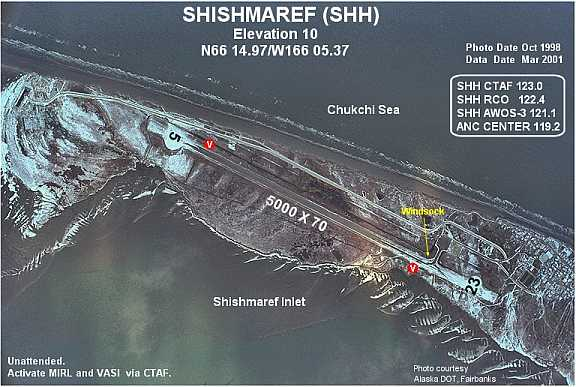
Vue aérienne de la partie centrale de l'île Sarichef avec la piste de l'aéroport et une partie de la localité de Shishmaref à droite.